# Ghetto
Pour la chanson de Akon, voir Ghetto (chanson).
Le terme « ghetto »  désigne originellement un quartier imposé aux Juifs par les autorités politiques de l'État, où ils doivent vivre séparés de la population non juive. Ce dispositif de séparation va de pair avec l'autorisation qui leur est donnée par les autorités de l'État de pratiquer le judaïsme et de s'organiser pour leurs affaires internes, toujours sous le contrôle de l'État. Si l'institution du ghetto permet le maintien des spécificités culturelles des Juifs, il ne signifie en aucun cas une situation d'autonomie.
Par analogie, ce terme peut avoir une acception plus large analysée par la sociologie urbaine et la sociologie des minorités, et reprise dans les médias. Le ghetto est un quartier d'une ville dans lequel se trouve une forte concentration d'une minorité ethnique, culturelle, ou religieuse, isolée du reste de la population « par choix ou par contrainte, avec une connotation de difficulté et de ségrégation sociale, voire de réclusion, dans un environnement urbain généralement dégradé ». La ghettoïsation désigne ce phénomène de concentration.

## Étymologie
Le terme « ghetto » apparaît dans la république de Venise, en 1516, après que le Conseil des Dix a décidé de regrouper les membres de la communauté juive à Cannaregio, sur le site d'une ancienne fonderie (ghetto de Venise).
Le terme se prononçait « jetto » en vénitien. On l'avait surnommé ainsi car on y jetait les scories de cuivre de la fonderie. La prononciation « ghetto » est postérieure à la création du ghetto puisqu'elle date de l'arrivée des Juifs d'Allemagne. Ce sont les Allemands qui ont transformé la prononciation « J » en « G ».
Le mot a été rapproché, dès le XVIe siècle, de la racine hébraïque guet, qui signifie « séparation », « divorce », mais ce rapprochement n'est pas justifié. Rarement employé, le terme de « cancel » est aussi utilisé dès 1428 par le Conseil de Genève pour désigner ce genre de quartier.
Par extension, le terme ghetto s'emploie depuis le début du XXe siècle pour parler d'un quartier dans lequel se concentre une minorité ethnique, culturelle, sociale ou religieuse.

## Histoire

### Du Moyen Âge à la Révolution française
Les quartiers juifs ont existé de tout temps en diaspora. Les Juifs ont en effet besoin de se rassembler pour de simples raisons religieuses : les règles alimentaires de la cacherout exigent l'abattage rituel, la prière est indissociable du minian, l'observation stricte du chabbat nécessite de rester près de la synagogue, l'importance de l'éducation impose de se regrouper pour ouvrir des écoles. Un repli de la religion juive sur un « passé mythifié » et une « appartenance culturelle exclusive » sont également parfois avancés pour expliquer cette tendance au rassemblement communautaire. En 1084, Rüdiger, évêque de Spire, accorde aux Juifs de sa ville toute une série de droits. Il leur laisse un quartier séparé « pour qu'ils ne soient pas importunés par la foule ». Le quartier juif, situé dans la banlieue de Spire, est entouré d'un mur et comprend un cimetière et une synagogue. Les Juifs ont aussi leur propre police de quartier, le droit d'engager des serviteurs chrétiens et de vendre de la viande cascher aux non-Juifs. Ces privilèges sont confirmés par l'empereur du Saint-Empire romain germanique en 1090.
Paris compte, au XIIIe siècle, quatre juiveries bien délimitées. « Juiverie » est le mot traditionnellement utilisé en France pour désigner les quartiers juifs. Il est rappelé par les plus de 300 rues de la Juiverie et rues des Juifs qui existent encore. Les fondations matérielles du ghetto sont ainsi posées, mais l'essentiel manque encore : la contrainte.
En 1215, la situation change après les décisions du concile de Latran instituant la séparation des Juifs d'avec le reste de la société. Le ghetto n'est pas instauré, mais il est recommandé d'isoler les Juifs du reste de leurs concitoyens. Le XIIIe siècle marque le passage progressif du quartier librement habité par les Juifs au ghetto. En 1290, Édouard II d'Angleterre chasse les Juifs d'Angleterre. En 1294, Philippe IV le Bel ordonne au sénéchal de Beaucaire d'installer les Juifs de la ville dans un quartier séparé, puis il les chasse, en 1306, du sol français. Dès lors, les populations juives se concentrent sur le territoire pontifical en Comtat Venaissin et dans les terres d'Empire que sont l'Alsace et la République messine. En 1789, au début de la Révolution française, sur les quarante mille Juifs que compte la France, une grosse moitié « yiddishophone » vit en Alsace et Lorraine, le reste de la communauté se partageant entre les « Portugais » de Bordeaux et Bayonne, auxquels on peut ajouter les « Juifs du pape » en Avignon et dans le Comtat. Le quartier avignonnais des Carrières abrite les Juifs comtadins.
En Espagne, les juderías (« calls », dans l'espace catalanophone) jouissent d'abord d'un régime privilégié puis deviennent des quartiers pauvres que l'Inquisition peut facilement surveiller. En 1480, les souverains ordonnent aux municipalités de contraindre les Juifs à vivre dans des rues isolées de celles des chrétiens. En 1492, les Juifs espagnols sont refoulés du royaume ibérique ; ils partent vers le Levant, la France, les Pays-Bas ou le Nouveau Monde. Après l'expulsion des Juifs d'Espagne, l'Empire ottoman les accueille en masse, et le Balat de Constantinople et surtout la ville de Salonique deviennent les grands centres du monde séfarade. Rome et Venise accueillent aussi une partie importante de cette communauté « ladinophone ».

### Ghetto (sens propre)
| \| L'Aquila (Via ed Arco dei Giudei in Paganica) · Casacanditella · Castel di Ieri · Guardiagrele · Lanciano · Loreto Aprutino · Tornimparte · Arena · Galatro (Largo Giudecca, Via Giudecca et Vico Primo Giudecca) · Martirano · Montalto Uffugo · Reggio de Calabre · Rossano (Piazza Giudecca et Via Giudecca) · Melito di Porto Salvo · Paola · Sarno · Naples · Somma Vesuviana · Argelato · Bologne · Imola · Longiano · Lugo · San Giorgio di Piano · Berra · Scandiano · Ro · Canale Monterano · Bomarzo · Filettino · Ronciglione · Lerici · Mornico Al Serio · Bagnolo San Vito · Brissago-Valtravaglia · Moglia · Viadana · Villimpenta · Urbin (via Monte degli Ebrei) · Camerino · Barchi · Gradara · Pesaro · Villimpenta · Acquasparta · Gualdo Tadino · Alexandrie (via Sale in Contrada Ebrei) · Niella-Belbo · Rivalta di Torino · San Francesco al Campo · Verolengo · Vicoforte · Ostuni (Passatoio dei Giudei) · San Severo · Trani · Alessano · Altamura (Claustro La Giudecca) · Carpignano Salentino · Gallipoli · Secli · Cursi · San Marino (viale Campo dei Giudei) · Alghero (Carrero des Hebreus) · Cagliari · Mineo · Naso · Trapani · Taormine · Livourne (Via Ebrei Vittime del Nazismo) · Villafranca in Lunigiana (Borgo degli Ebrei) · Anghiari · Cavallino-Treporti · Illasi · Marano di Valpolicella · Mogliano Veneto · Monselice · Nogarole Rocca · Pontecchio Polesine · Sorgà · Teolo · Trevenzuolo · Venise (Ghetto Vecchio, Campo di Ghetto Nuovo) · Vérone · Zimella \| indique l'utilisation des termes Ebrei ou Giudei. · indique l'utilisation du terme giudecca. · indique l'utilisation du terme ghetto. |
| L'Aquila (Via ed Arco dei Giudei in Paganica) · Casacanditella · Castel di Ieri · Guardiagrele · Lanciano · Loreto Aprutino · Tornimparte · Arena · Galatro (Largo Giudecca, Via Giudecca et Vico Primo Giudecca) · Martirano · Montalto Uffugo · Reggio de Calabre · Rossano (Piazza Giudecca et Via Giudecca) · Melito di Porto Salvo · Paola · Sarno · Naples · Somma Vesuviana · Argelato · Bologne · Imola · Longiano · Lugo · San Giorgio di Piano · Berra · Scandiano · Ro · Canale Monterano · Bomarzo · Filettino · Ronciglione · Lerici · Mornico Al Serio · Bagnolo San Vito · Brissago-Valtravaglia · Moglia · Viadana · Villimpenta · Urbin (via Monte degli Ebrei) · Camerino · Barchi · Gradara · Pesaro · Villimpenta · Acquasparta · Gualdo Tadino · Alexandrie (via Sale in Contrada Ebrei) · Niella-Belbo · Rivalta di Torino · San Francesco al Campo · Verolengo · Vicoforte · Ostuni (Passatoio dei Giudei) · San Severo · Trani · Alessano · Altamura (Claustro La Giudecca) · Carpignano Salentino · Gallipoli · Secli · Cursi · San Marino (viale Campo dei Giudei) · Alghero (Carrero des Hebreus) · Cagliari · Mineo · Naso · Trapani · Taormine · Livourne (Via Ebrei Vittime del Nazismo) · Villafranca in Lunigiana (Borgo degli Ebrei) · Anghiari · Cavallino-Treporti · Illasi · Marano di Valpolicella · Mogliano Veneto · Monselice · Nogarole Rocca · Pontecchio Polesine · Sorgà · Teolo · Trevenzuolo · Venise (Ghetto Vecchio, Campo di Ghetto Nuovo) · Vérone · Zimella |

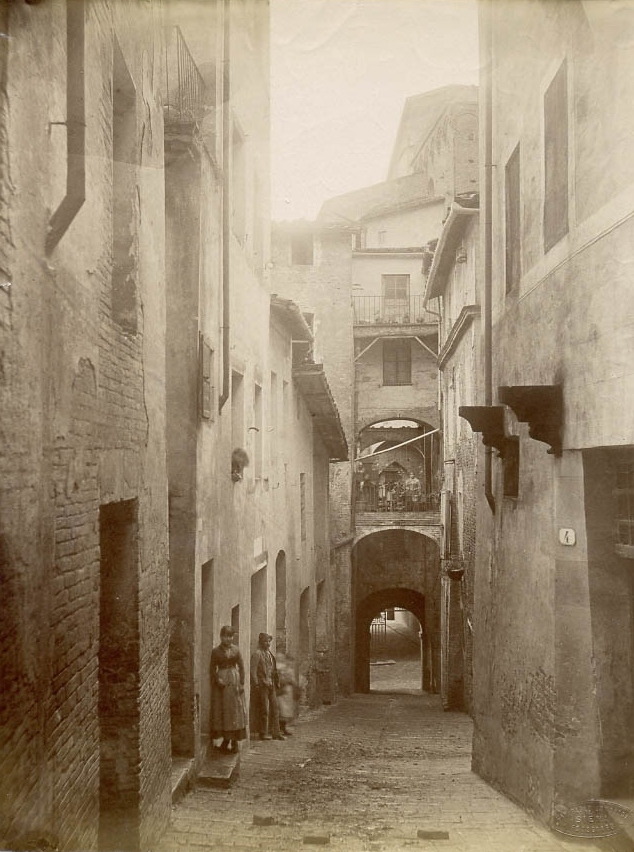
Ghetto de Sienne, XIXe siècle.
Photo de Paolo Lombardi.

À Venise où, comme dans les autres villes d'Italie, ils participaient librement à la vie économique, ils sont tous tenus, par un décret du 29 mars 1516, de vivre dans le Ghetto : « Les Juifs habiteront tous regroupés dans l'ensemble des maisons situées au Ghetto, près de San Girolamo ; et, afin qu'ils ne circulent pas toute la nuit, nous décrétons que du côté du vieux Ghetto où se trouve un petit pont, et pareillement de l'autre côté du pont seront mis en place deux portes, lesquelles seront ouvertes à l'aube et fermées à minuit par quatre gardiens engagés à cet effet et appointées par les Juifs eux-mêmes au prix que notre collège estimera convenable ».
L'origine la plus probable mais controversée du mot « ghetto » est le mot vénitien getto qui désignait la « fonderie pour les bombardes de la sérénissime » et sur les restes de laquelle se trouvait ce quartier juif. Les Juifs y emménagent, en 1516, en trois jours, occupant les maisons déjà existantes et les adaptant rapidement à leurs besoins. Ils y payent un loyer d'un tiers supérieur à celui payé par les anciens locataires chrétiens. Le premier ghetto est paradoxalement le Ghetto Nuovo, suivi du Ghetto Vecchio et du Ghetto Novissimo. Ces trois quartiers sont en fait plutôt des pâtés de maisons contigus. Ce quartier de Venise fermé chaque soir est progressivement agrandi au fil des arrivées d'Europe centrale ou d'Espagne, mais pas suffisamment, et ses immeubles comptent alors parmi les plus élevés de la ville.
En 1555, le pape Paul IV instaure des ghettos à Rome et dans les États pontificaux par le décret Cum nimis absurdum. Dans ce texte, il emploie le mot latin vicus signifiant « sérail ».
Un peu plus tard, le pape Pie V recommande qu'à l'imitation des États pontificaux (à Rome et à Avignon) qui ont des quartiers réservés aux Juifs, les États italiens construisent des ghettos et, au début du XVIIe siècle, toutes les grandes villes italiennes, à l'exception de Livourne et Pise, en ont un.
Dans quelques villes italiennes, on trouve encore des rues ou des places dont le nom rappelle l'ancien ghetto. Elles sont figurées sur la carte ci-contre.

### Autres quartiers juifs
Les principaux quartiers juifs des villes allemandes d'avant le nazisme sont, dans l'Empire austro-hongrois, Leopoldstadt à Vienne (Autriche), Erzsébetváros à Budapest, Kazimierz à Cracovie et Josefov à Prague. D'autres territoires de l'empire des Habsbourg, Anvers et Bruxelles dans les Pays-Bas espagnols, accueillent les Juifs de la sphère ashkénaze dont ces villes font linguistiquement partie et ceux venus d'Espagne. En Allemagne, à la suite de l'expulsion des Juifs de Ratisbonne en 1519, seules les villes libres de Francfort-sur-le-Main et de Worms comptent une communauté importante.
À Amsterdam, aux Pays-Bas, la communauté se développe surtout à partir de la Renaissance.
En Angleterre, les Juifs, expulsés du Royaume en 1290, n'amorcent un timide retour qu'à partir de la république de Cromwell, principalement depuis Amsterdam et, sans que l'on puisse parler de ghetto, se concentrent dans Golders Green et South Tottenham à Londres ou Sedgley Park à Manchester[réf. incomplète].
La Révolution française, avec le décret d'émancipation des Juifs, contribue puissamment à la transformation des ghettos européens.

### Sous le Troisième Reich
Le nazisme utilise le système du ghetto comme étape intermédiaire vers la « Solution finale ». Pendant la Seconde Guerre mondiale, les ghettos servent à regrouper des Juifs, rendant ainsi la situation plus facile à contrôler. Les nazis enferment les Juifs de Pologne, de Biélorussie, de Galicie dans la partie occidentale de l'Ukraine (ghetto de Lvov) dans des quartiers à part qu'ils clôturent et surveillent, coupés de tout contact avec l'extérieur, transformés en vastes prisons à ciel ouvert souvent surpeuplées, mal approvisionnées, avant d'appliquer le transfert systématique vers les centres d'extermination.
C'est dans ce contexte que le ghetto de Varsovie, composé de plus de 350 000 résidents (de 400 000 après des rapatriements), sombre dans la misère la plus extrême. N'ayant progressivement plus le droit de sortir en ville, de travailler, les gens meurent de faim. Ayant compris que leur sort est sans issue face aux nazis, la population, dans la solitude et l'abandon du monde entier, organise un soulèvement pour tenter de s'échapper, les armes à la main, donnant lieu à une révolte héroïque en avril-mai 1943.
Outre le ghetto de Varsovie peuvent être cités les ghettos de Łódź, Budapest, Cracovie, Częstochowa, Lublin, Siedlce, Kielce, Radom, Kolozsvár, Lakhva, Białystok, Lvov, Marcinkonys, Mińsk, Moguilev, Grodno, Vitebsk, Babrouïsk, Smolensk, Brest, Pinsk, Riga, Sosnowiec (décrit dans Maus par Art Spiegelman), Będzin, Vilnius, Focșani et celui de la ville-garnison de Theresienstadt qui sert de « ghetto modèle » à la propagande nazie.
Une résistance juive dans les ghettos est évoquée dès 1944 par Marc Jarblum : à Białystok en liaison avec la résistance polonaise ; à Częstochowa où des Juifs s'enfuirent et se cachèrent dans les forêts. À Będzin, sous la direction du Hechaloutz combattant, des casemates et des caves furent aménagées, avant même le début des déportations, dans lesquelles des Juifs se cachèrent et à partir desquelles ils combattirent. En Biélorussie, les partisans Bielski sauvèrent plus de 1 200 Juifs des ghettos (notamment au ghetto de Lida) par leur résistance aux nazis.

## Quartier Delta d'Alexandrie
Le premier quartier juif connu en diaspora est celui d'Alexandrie et Flavius Josèphe estimait sa population à 100 000 personnes. Des émeutes anti-juives se produisaient périodiquement, ce qui amena progressivement une concentration de la population juive dans le quartier Delta, ainsi nommé par l'urbaniste Dinocrate de Rhodes. La communauté juive d'Alexandrie s'hellénisa fortement et c'est dans ce milieu que fut rédigée la traduction grecque de l'Ancien Testament connue sous le nom de version des Septante. Dans les synagogues alexandrines, on priait en grec.

## Asie
Il y eut dans la Chine ancienne des quartiers juifs comme à Kaifeng mais le terme de ghetto semble impropre. Juste avant et durant la Seconde Guerre mondiale, le ghetto de Shanghai regroupe environ 20 000 Juifs ayant fui le nazisme, principalement issus d'Allemagne, d'Autriche, de Pologne et de Lituanie.

## Le concept de ghetto
Au-delà du terme de « ghetto », le concept est défini après la Seconde Guerre mondiale, sous l'influence du mouvement des droits civiques, pour désigner les enclaves urbaines des métropoles aux États-Unis où les Afro-Américains étaient ségrégués de force : « L'Amérique a apporté au concept du ghetto la restriction des personnes à l'intérieur d'une zone spéciale et la limitation de leur liberté de choix sur la base de la couleur de peau ». Longtemps étudié par l'École de sociologie de Chicago, le débat autour du concept de ghetto est toujours d'actualité et fait débat dans ses applications parmi des chercheurs français tels que Loïc Wacquant, Éric Maurin ou encore Didier Lapeyronnie.
Selon Loïc Wacquant, un espace peut être considéré comme un ghetto s'il vérifie ces quatre éléments : le stigmate, le confinement spatial, la contrainte et l'emboîtement institutionnel (ou parallélisme institutionnel forcé). Il y a une double volonté « d'exploitation économique et d'ostracisation sociale » d'un groupe ethnique ou culturel sur un autre. Le ghetto est donc la matérialisation spatiale d'une domination ethno-raciale. Ces principes ont conditionné la structure des ghettos noirs dans les métropoles américaines et ceux des burakumin au Japon, considérés comme des castes inférieures à la fin du xixe siècle. Ces exemples de mise en place de parallélismes institutionnels dispersés dans le temps et l'espace lui permettent de démonter la thèse véhiculée par l'École de Chicago (représentée par Louis Wirth), selon laquelle le ghetto est le produit de la « nature humaine », et qu'il résulte de logiques concurrentielles qui animent les végétaux (principe de l'écologie urbaine).
Dans son article intitulé « Les deux visages du ghetto », Wacquant définit le ghetto comme une forme spécifique de violence collective concrétisée dans et par l'espace, notamment en établissant ses rapports avec des notions connexes comme la pauvreté urbaine, la ségrégation et les quartiers ethniques, tout en les différenciant.
Enfin, il décrit le ghetto comme victime d'une hostilité externe (frontière avec les dominants) alimentant une affinité interne et commune, parfois marquée par le dénigrement de soi (notion d'identité souillée), et suggère une analogie avec d'autres cas de réclusions spatiales contraintes (prisons, camps de concentration, camps de réfugiés).
Le processus associé à la formation d'un ghetto est appelé « ghettoïsation ».

## Les ghettos afro-américains
Quarante ans après le Mouvement des droits civiques, les quartiers résidentiels des villes américaines restent encore ségrégués selon la couleur de peau des individus.
La plupart de ces quartiers se trouvent dans les villes du nord du pays où les Afro-Américains ont migré pendant la Grande Migration (1914-1950). Durant cette période, plus d'un million de personnes sont parties des espaces ruraux des États du Sud pour échapper au racisme généralisé et espérer accéder aux opportunités d'emplois urbains et à une meilleure qualité de vie.
Deux facteurs principaux ont ensuite produit ces séparations spatiales : la délocalisation d'industries et le déménagement dans les périphéries des villes des classes moyennes et supérieures. Entre 1967 et 1987, la restructuration de l'économie a en effet provoqué une diminution des emplois industriels et le développement des emplois dans le secteur des services. Ainsi, les villes spécialisées dans l'industrie ont connu des départs massifs des populations blanches des catégories moyennes et aisées dans les suburb, vidant les centres-villes de leur population et de leur dynamique économique : on parle alors du phénomène de white flight. En revanche, les Afro-Américains ont été largement touchés par les licenciements mais sans possibilité de partir des quartiers centraux de New York, Chicago ou encore Détroit.
Les chercheurs se sont intéressés à l'étude des ghettos afro-américains car ils concentrent des populations en difficulté et augmentent leur vulnérabilité face aux divers problèmes sociaux. Comme Doreen Massey le souligne, la ségrégation raciale dans les ghettos aux États-Unis met au défi leurs fondations démocratiques.

## Acception récente
Si la notion de ghetto est historiquement liée aux Juifs, le terme a aujourd'hui une acception plus large. En sociologie, elle désigne les espaces de ségrégation des Afro-Américains dans les métropoles américaines du XXe siècle, tandis qu'en anthropologie elle fait référence aux parias ethniques en Afrique et en Asie.
À partir de la définition du concept de ghetto, il est possible pour Loïc Wacquant de distinguer trois confusions courantes. La première erreur serait d'associer systématiquement la pauvreté aux ghettos. C'est, en effet, une caractéristique très fréquente mais pas toujours vérifiée. La deuxième erreur serait d'affirmer que toutes les zones ségréguées sont des ghettos. Par exemple, les résidences fermées (« gated communities ») sont parfois ironiquement surnommées « ghettos de riches ». Ce sont bien des lieux ethniquement et socialement homogènes mais leur ségrégation n'est pas imposée, elle est au contraire même élective. En France, les première et deuxième conditions ne sont pas factuellement remplies, et les deux autres de façon très inégale et toujours partielle. Si la proportion d'étrangers, et surtout de personnes d'origine non-métropolitaines (ce qui inclut les naturalisés, les Français d'origine étrangère et les Français originaires d'outre-mer), est souvent élevée, elle ne l'est pas toujours davantage que dans certains quartiers anciens et dégradés des centres-villes (la Goutte-d'Or à Paris, le Panier à Marseille), des anciennes banlieues ouvrières (les Macreux à Aubervilliers), voire des copropriétés appropriées par un groupe (le « triangle asiatique » de Choisy à Paris) ou en déshérence (les Bosquets à Montfermeil) ou des lotissements pavillonnaires médiocres (les Portugais de Champigny-sur-Marne, les Maghrébins du quartier des Minguettes de Vénissieux). C'est d'ailleurs à Vénissieux qu'est née l'association No Ghetto, association promouvant la mixité sociale et d'origine dans les collèges. Enfin, la troisième confusion aurait lieu entre les quartiers ethniques et les ghettos. Leurs fonctionnements sont mêmes opposés si l'on considère leurs objectifs. Les premiers ont comme but de former des ponts vers l'assimilation avec le groupe extérieur, tandis que les seconds ont une fonction d'isolement, de coupure.
Si l'emploi du terme ghetto est historiquement et sociologiquement incorrect, le fait même qu'il ait été si souvent employé par les pouvoirs publics et par les médias qu'il soit devenu d'usage courant est significatif d'un « report du discrédit qui touche le territoire sur la population qui l'occupe ». Une partie de la population de ces quartiers rejette cette image de ghetto tandis qu'une autre partie la revendique. Lorsqu'elle emploie ce terme, c'est presque autant pour définir une situation d'isolement, un urbanisme jugé concentrationnaire, que pour faire référence à la proportion d'étrangers, à la violence ambiante ou à la faible proportion d'autochtones[réf. nécessaire].
Un rapport à la ministre déléguée à la réussite éducative française de novembre 2013 reprend le terme : « L'évitement des établissements scolaires vus comme des « ghettos d'immigrés » peut aussi être le fait de certains enseignants, certaines enquêtes montrant que cela est lié entre autres choses à des représentations classistes et racistes du public ». Dans cette même mission interministérielle, une autre allusion est faite concernant les États-Unis : « Le qualificatif "cultures urbaines" qui regroupe des pratiques artistiques aussi diverses que la danse hip hop, le rap, le graff, le djing, le slam… Ces mouvements américains se sont construits, dans les années 70, contre les discriminations raciales, religieuses et sociales tout en permettant aux jeunes des ghettos des grandes villes américaines de s'identifier à des valeurs positives et constructives à travers des défis artistiques ».